# Луций Фурий Камилл (консул 349 года до н. э.)
Луций Фурий Камилл (лат. Lucius Furius Camillus; IV век до н. э.) — римский военачальник и политический деятель из патрицианского рода Фуриев, консул 349 года до н. э.

## Биография
Луций Фурий был сыном «второго основателя Рима» Марка Фурия Камилла. Согласно Плутарху, в 389 году до н. э. он участвовал в войне с вольсками под началом отца. В 350 году до н. э. Луций был назначен диктатором для проведения консульских выборов, поскольку один из консулов этого года был болен, а другой ранен в сражении с галлами. В результате победителями выборов стали два патриция, в том числе сам экс-диктатор. Тит Ливий сообщает о недовольстве этим плебса.
Во время консульства Луция Фурия усилилась галльская угроза, а латины отказались предоставить Риму помощь; тем не менее удалось набрать десять легионов из одних только граждан. Ещё во время подготовки к походу умер второй консул Аппий Клавдий Красс Инрегиллен, и Луций Фурий остался единственным консулом, сосредоточив в своих руках всю военную власть. Назначать диктатора над Фурием сенат не стал, по словам Ливия, «то ли из уважения вообще к его достоинству, чтобы не унижать его подчиненьем диктатору, то ли потому, что само имя его при галльском нашествии служило благим предзнаменованием».
Фурий отправил претора Луция Пинария Натту с частью войска на охрану побережья от пиратов, а сам двинулся в помптийскую землю. Здесь накануне решающего сражения отличился Марк Валерий, победивший в поединке рослого галла; затем и всё галльское войско было разбито без особого труда.
После этой победы Камилл по приказу сената отправился на побережье. Военные действия против пиратов затянулись, так как римляне не считали себя достаточно сильными для морского боя, а их противник — для сухопутного. В конце концов пиратам, лишённым доступа к побережью, пришлось покинуть Италию. Камилл был занят этой войной до конца года, а поэтому прибег к диктатуре для организации выборов на следующий год.